# Palais de la Banque d'État
Le palais de la Banque d'État de Saint-Pétersbourg, commandé par l'impératrice Catherine II, a été conçu par l'architecte italien Giacomo Quarenghi et construit entre 1783 et 1800.

## Description
Le palais se situe rue Sadovaïa et surplombe le Canal Griboïedov (anciennement connu sous le nom de "Canal de Catherine la Grande") et est relié à la rive opposée par le Pont de la Banque, caractérisé par 4 statues de griffons ailés. Le bâtiment a un plan semi-circulaire. La façade comporte un portique hexastyle et est décorée d'un buste de Quarenghi (1967) de Levon Lazarev. Ce bâtiment abrite depuis les années 1930 l'une des dépendances de l'université d'État d'économie et de finances de Saint-Pétersbourg.

## Archives
Dans les archives des Musées municipaux de Lecco, en Italie, se trouve un album contenant 7 tableaux du projet original.